# Teoria de la fuita de laboratori del SARS-CoV-2
La teoria de la fuita de laboratori del SARS-CoV-2 proposa que el SARS-CoV-2 (el virus que va causar la pandèmia de COVID-19) es va originar en un laboratori de Wuhan, Xina. El centre de la teoria és l'observació que l'Institut de Virologia de Wuhan (IVW) es troba a la mateixa ciutat que el primer brot conegut de la pandèmia. La teoria també ha guanyat suport a causa de les sospites sobre el secret de la resposta del govern xinès. Els científics de l'IVW havien recollit prèviament coronavirus relacionats amb el SARS dels ratpenats; Les acusacions que també van realitzar treballs arriscats no revelats sobre aquests virus són fonamentals per a algunes versions de la teoria. Algunes versions, especialment les que al·leguen alteracions del genoma del SARS-CoV-2, es basen en especulacions, desinformació o tergiversacions de l'evidència científica.
La idea que el virus es va alliberar d'un laboratori (accidentalment o deliberadament) va aparèixer al principi de la pandèmia. La teoria va guanyar popularitat a Amèrica gràcies a la promoció de figures conservadores com el president Donald Trump i altres membres del Partit Republicà a la primavera de 2020, fomentant les tensions entre els EUA i la Xina. Els polítics i els mitjans de comunicació la van rebutjar àmpliament com una teoria de la conspiració.
La idea de la filtració accidental del laboratori va recuperar l'atenció científica i mediàtica el 2021. Al març, l'Organització Mundial de la Salut (OMS) va publicar un informe sobre els orígens que considerava que la possibilitat era "extremadament improbable". El director general Tedros Adhanom va dir que les conclusions de l'informe no eren definitives i que les dades s'havien retingut als investigadors. El juny de 2021, l'OMS va anunciar plans per a una segona fase d'investigació que inclouria auditories d'institucions de recerca, que la Xina va rebutjar.
La majoria dels científics s'han mantingut escèptics respecte a la idea, citant la manca d'evidència de suport. Alguns científics estan d'acord que la possibilitat d'una fuita de laboratori s'hauria d'examinar com a part de les investigacions en curs, encara que van expressar preocupacions sobre els riscos de la politització.
L'octubre de 2021, la Comunitat d'Intel·ligència dels Estats Units va publicar l'informe complet de la seva investigació sobre els orígens. La investigació va avaluar que el govern xinès no tenia coneixement previ del brot i que probablement el virus no estava dissenyat. L'informe no afavoria de manera concloent cap escenari d'origen. Dels vuit equips reunits, un (l'FBI) es va inclinar cap a una fuita de laboratori (amb una confiança moderada), altres quatre (i el National Intelligence Council) es van inclinar cap a la zoonosi (amb poca confiança) i tres no van poder arribar a una conclusió. Les agències d'intel·ligència britàniques creuen que és "viable" que el virus comencés amb una fuita d'un laboratori xinès.